# Ray Abruzzo

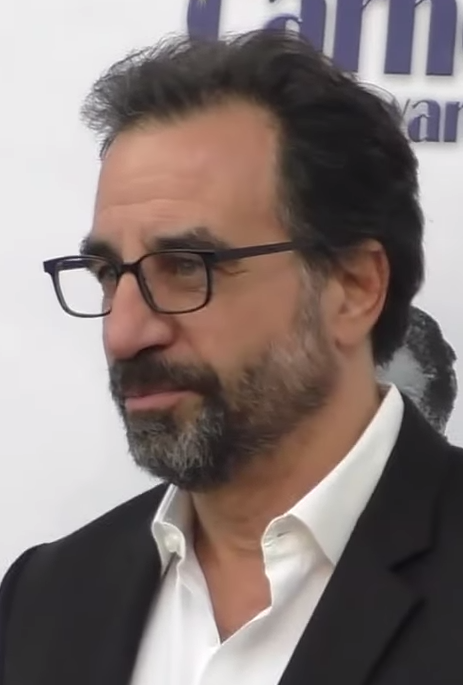
Ray Abruzzo, 2016

Ray Abruzzo (* 12. August 1954 in Queens, New York City, New York) ist ein US-amerikanischer Schauspieler. Er war bisher hauptsächlich in Fernsehserien zu sehen.

## Karriere
Zu seinen bekannteren Rollen zählen die des Polizei Sergeants John Zorelli in Der Denver-Clan (20 Folgen, 1988–1989), die des Ermittlers Michael McGuire in Practice – Die Anwälte (44 Folgen, 1998–2004) und die des Little Carmine Lupertazzi in Die Sopranos. Außerdem war er in kleineren Rollen in Trio mit vier Fäusten, Falcon Crest, Mord ist ihr Hobby, L.A. Law – Staranwälte, Tricks, Prozesse, Dr. House, Harrys wundersames Strafgericht, New York Cops – NYPD Blue, Superman – Die Abenteuer von Lois & Clark, Law & Order, Die Nanny, CSI: NY und Weinerville zu sehen.

## Filmografie
- 1986: Trio mit vier Fäusten (Riptide, Fernsehserie, Folge 3x17)
- 1988–1989: Der Denver-Clan (Dynasty, Fernsehserie, 20 Folgen)
- 1998–2004: Practice – Die Anwälte (The Practice, Fernsehserie, 44 Folgen)
- 2002–2007: Die Sopranos (The Sopranos, Fernsehserie, 16 Folgen)
- 2003: Haus aus Sand und Nebel (House of Sand and Fog)
- 2011: The Last Gamble
- 2013: Mad Men (Fernsehserie, 3 Folgen)
- 2013: Last Vegas
- 2014: Dads (Fernsehserie, Folge 1x16)
- 2015: Criminal Minds (Fernsehserie, Folge 10x12)
- 2015: Ray Donovan (Fernsehserie, Folge 3x03)
- 2019: The Rookie (Fernsehserie, Folge 1x05)
- 2024: Place of Bones